# Arthur Woolf

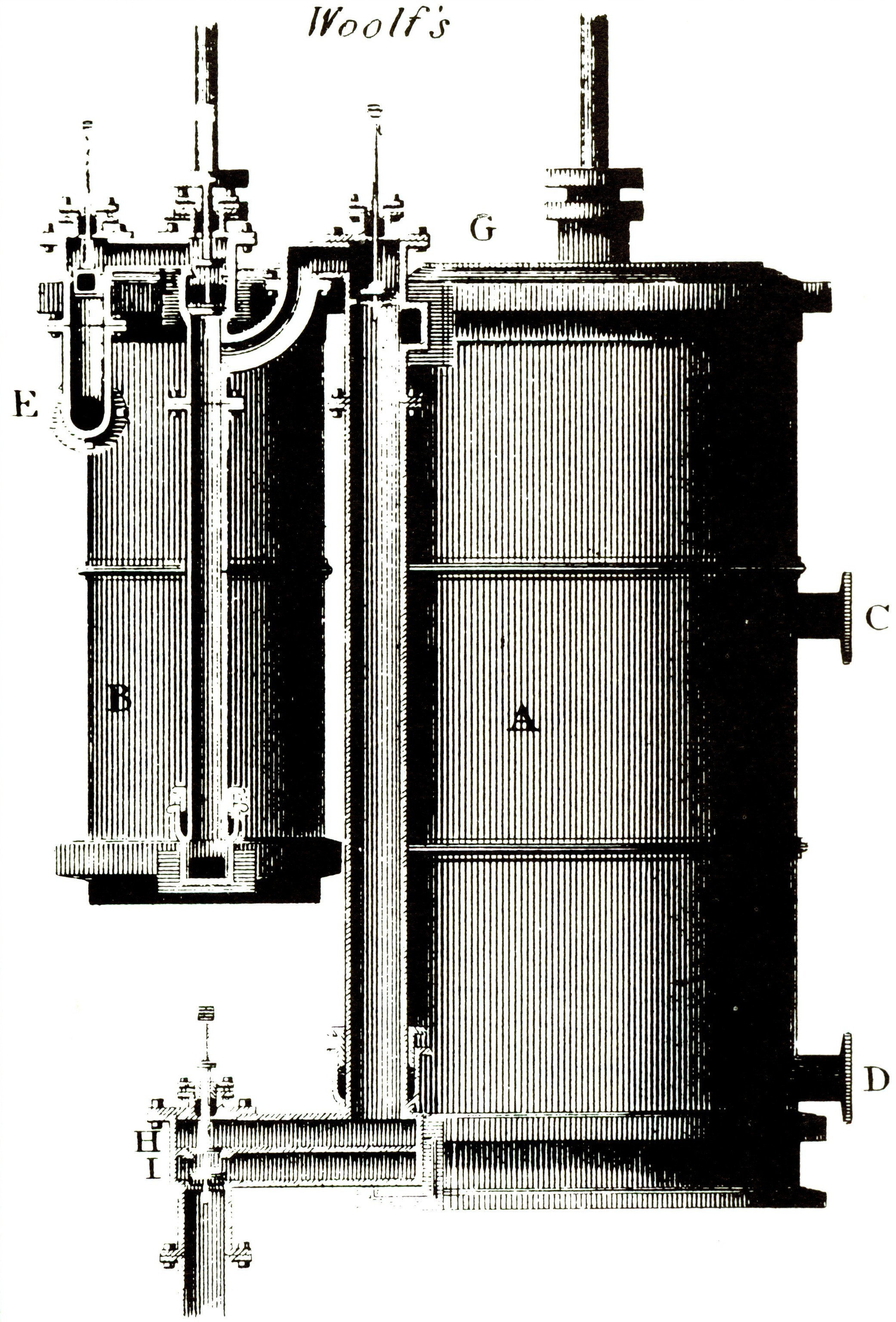
Sdružený parní stroj Woolfovy konstrukce

Arthur Woolf (listopad 1766 Camborne, Cornwall – 26. října 1837 Guernsey) byl inženýr, který se proslavil jako konstruktér vysokotlakých parních strojů. Jeho dílo má mimořádný přínos v oblasti rozvoje a zdokonalování strojů.

## Život
Woolf z Cornwalldu začal v roce 1785 pracovat ve strojírně Joseph Bramah v Londýně. Působil zde i v jiných firmách jako inženýr a stavitel motorů do roku 1811, kdy se vrátil do Cornwallu. Jeho žákem byl i Michael Loam, další slavný vynálezce.
Byl jedním z největších inženýrů, kteří se ke konstrukci strojů stavěli uvážlivě. Když se vrátil do Cornwallu, měl hrubé návrhy nových motorů, které se lišily od zastaralých Wattových patentů. Dozvěděl se, že Bramah vynalezl a aplikoval metody inženýrství pro kontrolu kvality. Právě ověřování kvality umožnilo konstrukci nových strojů. Woolf byl hlavní inženýr v Harvey & Co v Hayle, vedoucí strojíren a sléváren, které nakonec pohltila konkurenční společnost Copperhouse Foundry od Sandyse, Carne a Vivian. Po mnoho let byla tato firma nejlepší v konstrukci čerpadel a pump pro odvodňování. Nizozemská vláda pomocí jejich pump odčerpala Haarlem Mere (Haarlemské moře). V době, kdy Woolf v roce 1836 odešel od firmy, byly jeho stroje na vrcholu technické dokonalosti.
V roce 1803 získal Woolf patent na vylepšení kotle pro výrobu vysokotlaké páry. V roce 1805 si nechal patentovat jeho nejlepší vynález, sdružený parní stroj.
Příklad Woolfových strojů je možno vidět v čerpací stanici Abbey (Abbey Pumping Station), u jezera Blagdon a čerpací stanici v Claymill (Claymills Pumping Station).
Také v mnoha částech světa jsou stroje stavěny podle jeho návrhů. Nejvíce jeho návrhy využívali francouzské, německé, belgické a holandské konstrukční kanceláře.